# Japanse esdoorn
Japanse esdoorn (Acer palmatum) is een plantensoort uit de zeepboomfamilie (Sapindaceae). Het is meestal een struik tot kleine boom met een dicht bladerdak dat in het najaar rood, geel of oranje kleurt. De plant heeft knoppen die kleiner zijn dan 3 mm en niet samenstotende bladmerken.

## Plantkenmerken
Japanse esdoorn is een langzaam groeiende struik of kleine meerstammig boom. De soort bereikt een hoogte van 10 m en vormt een waaiervormige kroon. Cultivars kunnen heel andere groeivormen hebben, zoals Acer palmatum 'Crimson Queen', die een hoogte van slechts 3 m bereikt. De schors en takken van de boom zijn grijs tot grijsbruin en glad. De bladeren zijn dubbel gezaagd en vijf- tot negenlobbig, soms diep ingesneden en in het najaar oranjerood of paarsrood. Van sommige soorten zijn de bladeren paarsrood en blijven dat de hele zomer. Zij kleuren in de herfst felrood. 
De bloemen zijn hangende, gesteelde, paarsrode tuilen, die in april/juni verschijnen. De vruchten zijn gevleugelde noten. De vruchtvleugels vormen een stompe hoek.

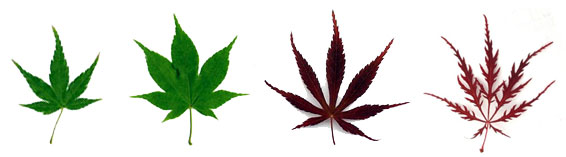
Bladvormen

## In de tuin
Japanse esdoorn verlangt een vochthoudende maar doorlatende grond die bij voorkeur rijk aan humus is en licht zuur. Het liefst krijgen zij gefilterd licht door de bladeren van een grotere loofboom. Vooral de roodbladige soorten kunnen bruine bladranden krijgen door verbranding in de volle zon. Vlak na het uitlopen van de bladeren zijn ze vatbaar voor late vorst en een enigszins beschutte standplaats is daarom aan te bevelen.
Men snoeit de esdoorn bij voorkeur niet, maar indien nodig zeker niet van februari tot juni: vanwege een sterke sapstroom in het voorjaar zou het boompje dood "bloeden". Japanse esdoorn is onmisbaar in de Japanse tuin.
| Bladeren                   | Naam cultivar             | Kenmerken |
| -------------------------- | ------------------------- | --- |
| drie-, vijf- of zevendelig | 'Atropurpureum'           | Tot 4 m hoge struik met donkerroodbruine bladeren. De herfstverkleuring is rood.                                        |
| drie-, vijf- of zevendelig | 'Bloodgood'               | Is in de Verenigde Staten geselecteerd. Is een tragere groeier dan de vorige.                                           |
| zeven- tot negendelig      | 'Osakasuki'               | Met bronsrode, zevenlobbige bladeren, deze worden later bronsgroen.                                                     |
| zeven- tot negendelig      | 'Elegans'                 | Opgaande struik. De bladeren zijn zevenlobbig, aanvankelijk bronskleurig roze, in de herfst, oranje geel.               |
| fijn verdeeld              | 'Dissectum'               | - |
| bijna tot aan de basis     | 'Dissectum Nigrum'        | Als vorige maar tragere groeier met zwartrode bladeren                                                                  |
| bijna tot aan de basis     | 'Dissectum Atropurpureum' | Is ook bekend als A. palmatum 'Ornatum'. Idem als 'Dissectum' maar heeft een kogelvormige groei met bruinrode bladeren. |

## Fotogalerij

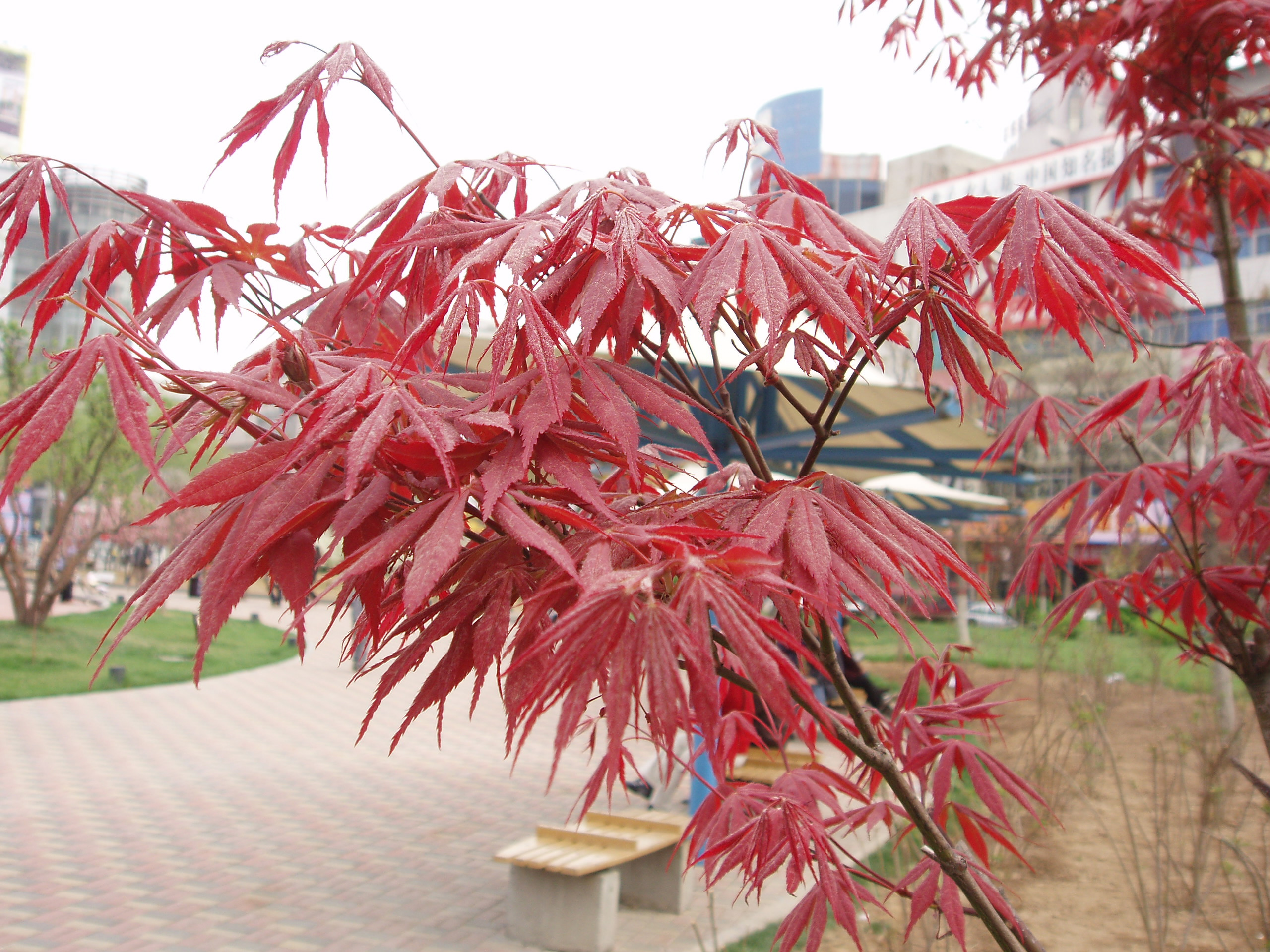
Bladeren van Acer palmatum 'Atropurpureum'
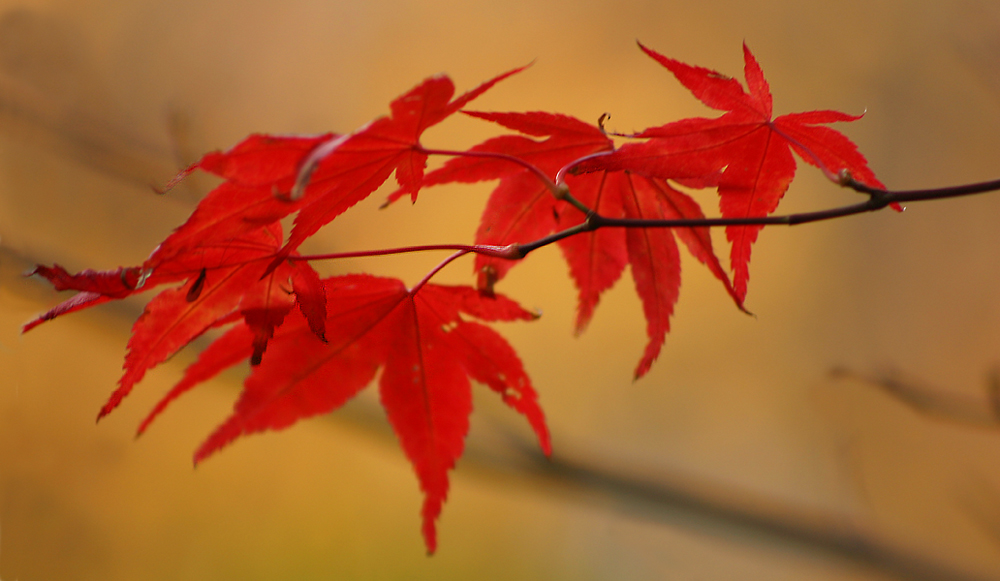
Herfstbladeren
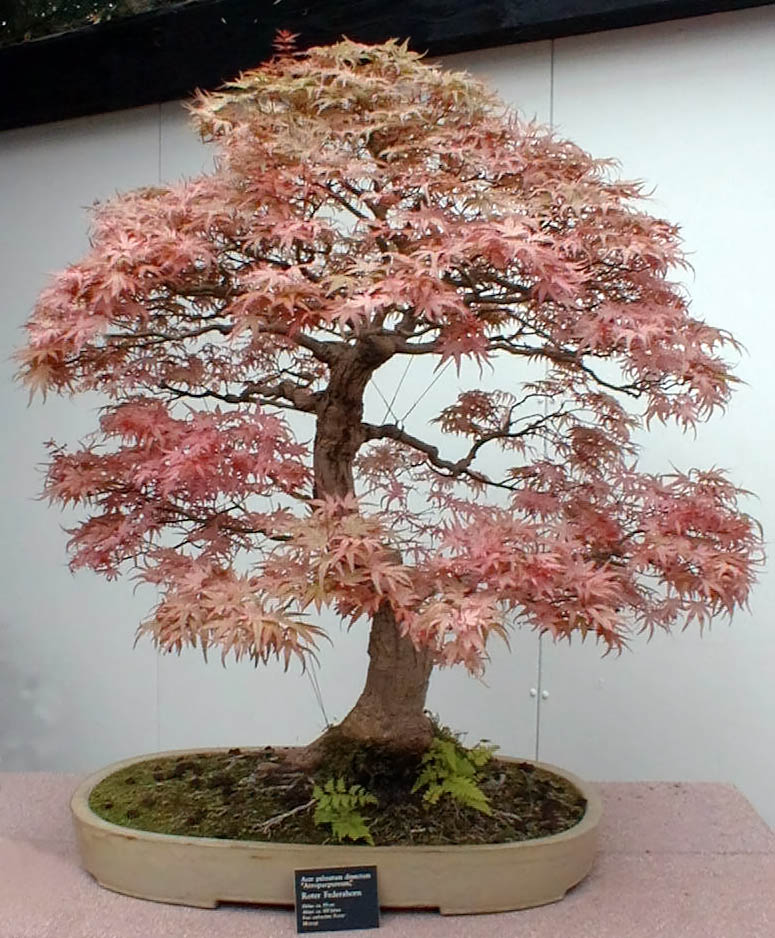
Acer palmatum 'Dissectum', bonsai
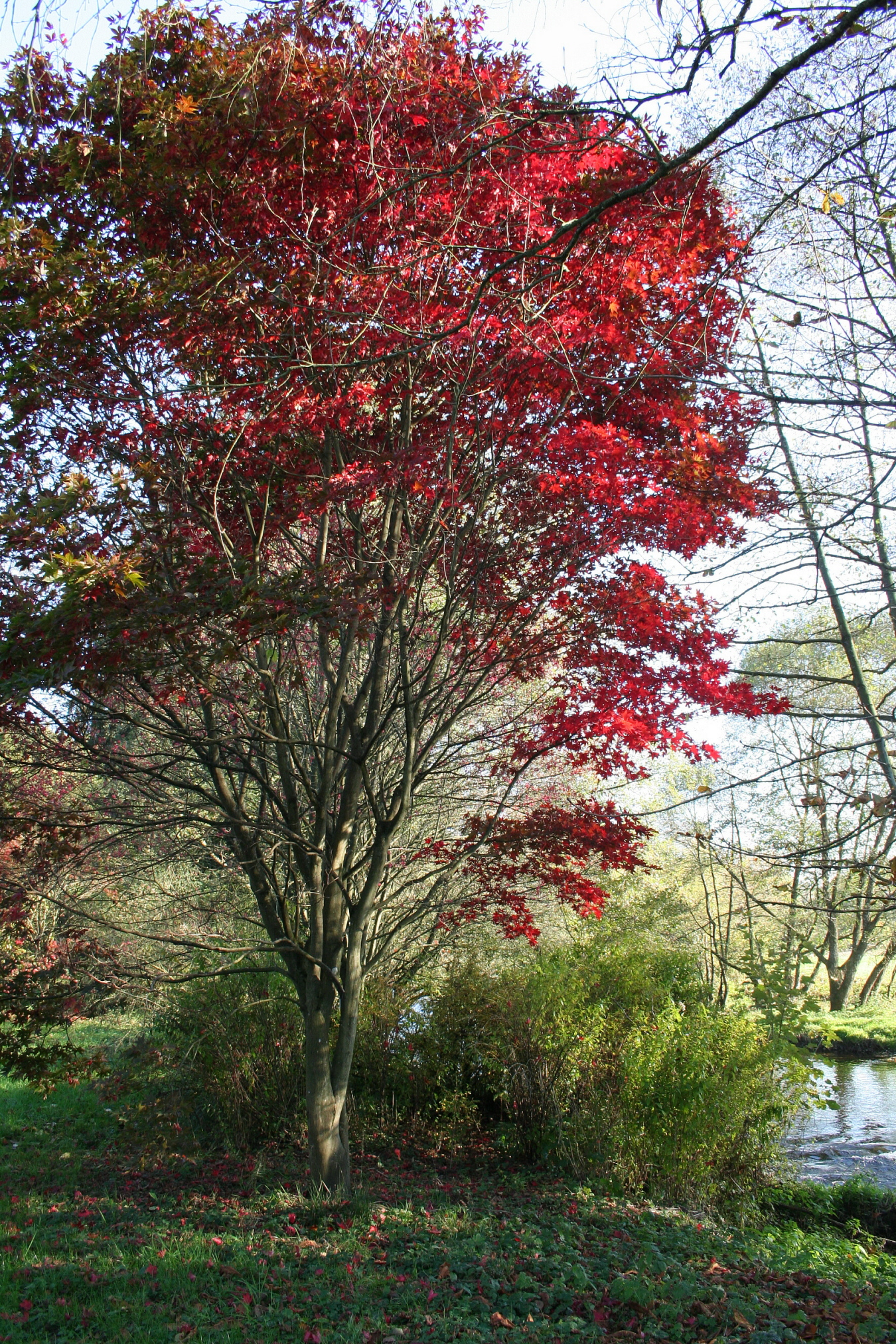
Acer palmatum 'Osakazuki'
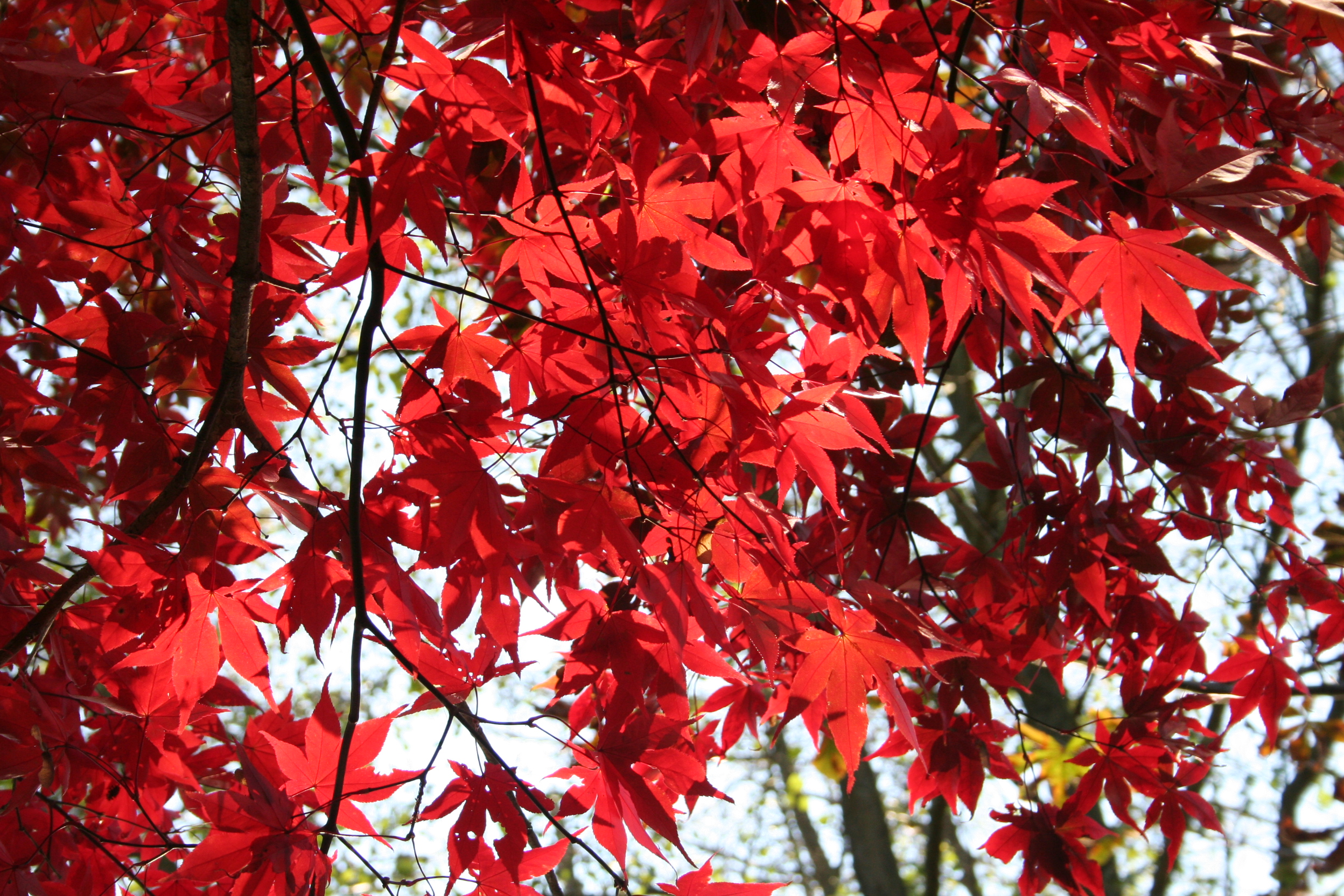
Acer palmatum 'Osakazuki'
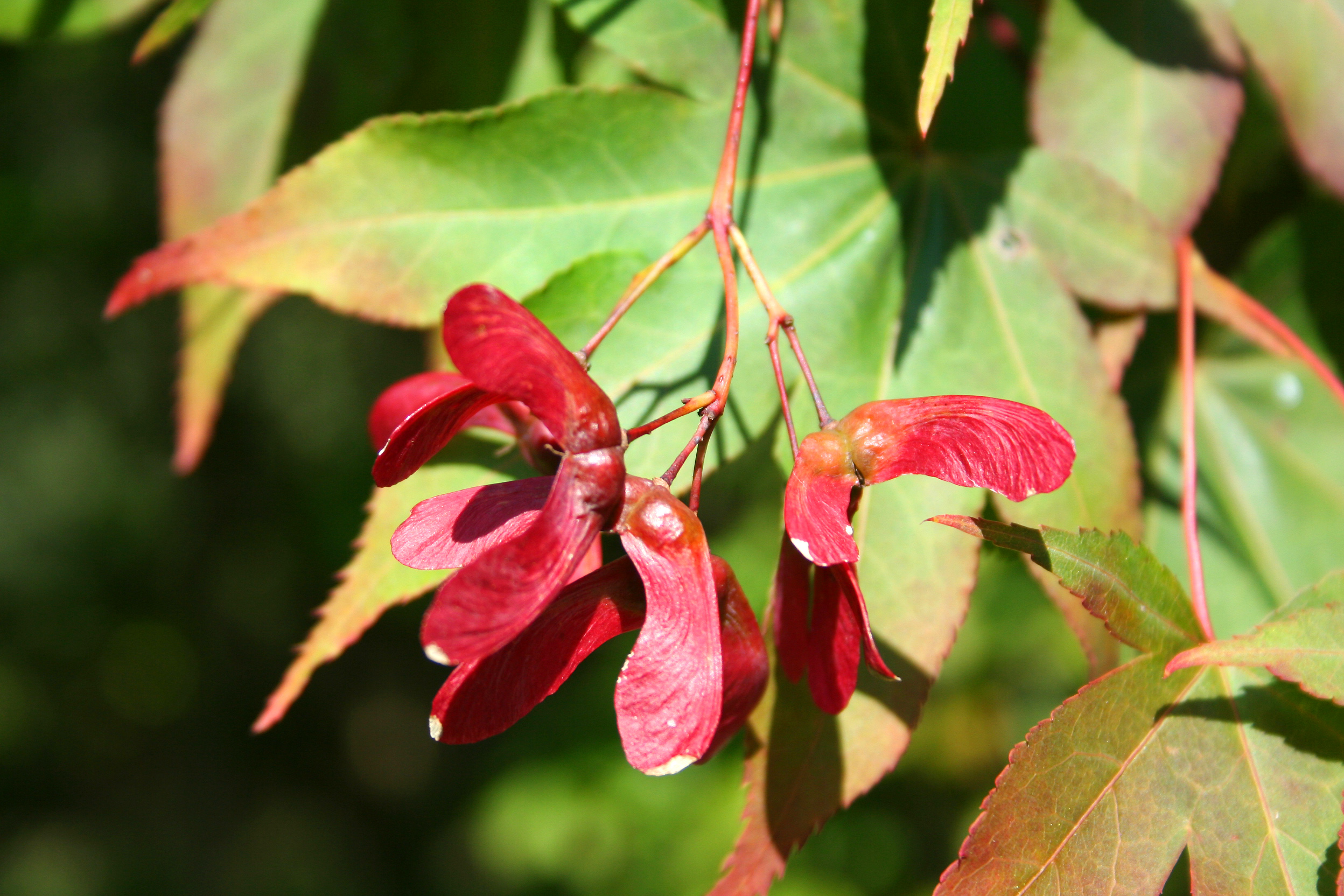
Acer palmatum 'Osakazuki'
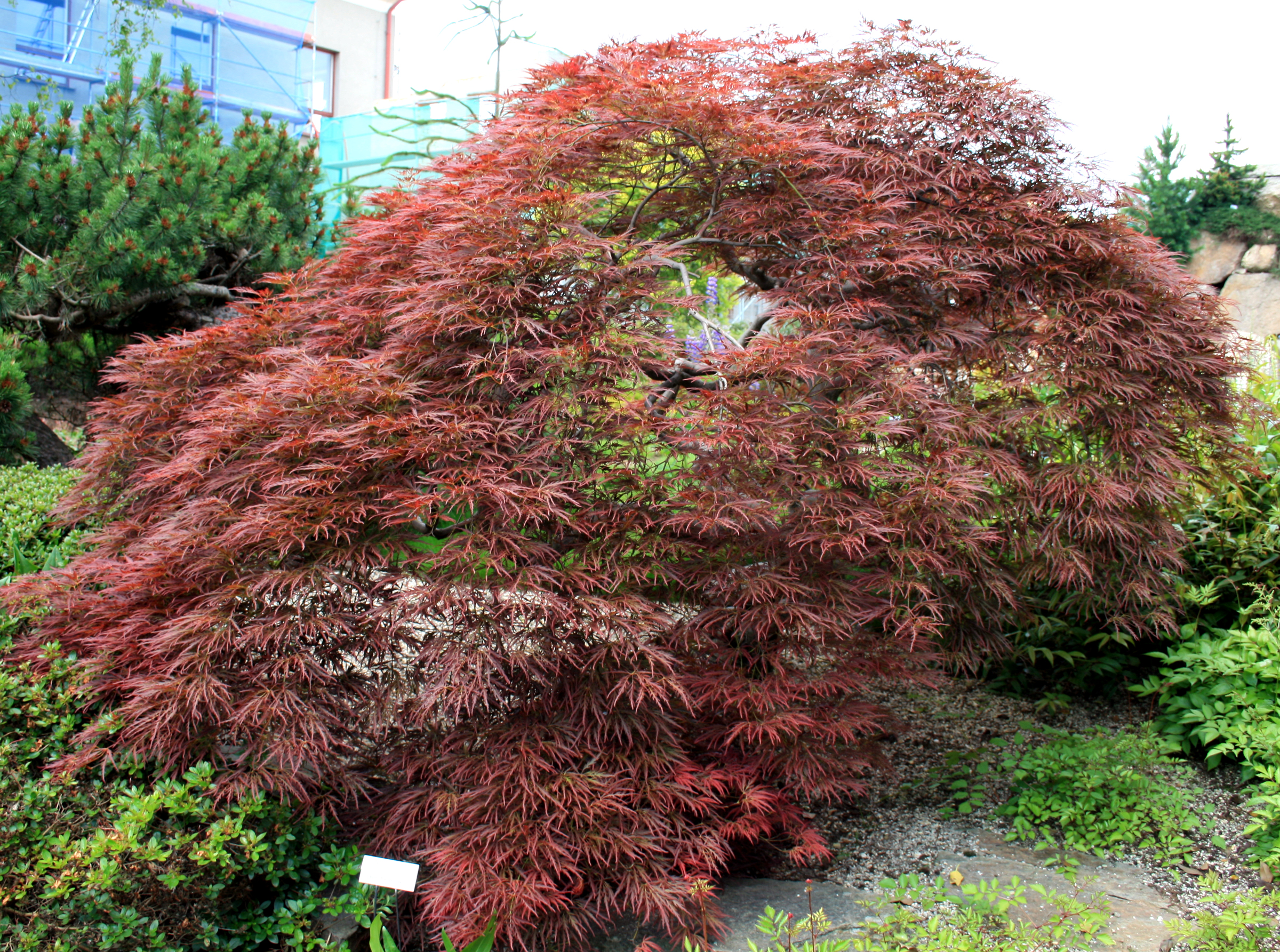
Acer palmatum 'Ornatum', botanische tuin Liberec